# Asianopis konplong
Espèce
Synonymes
- Deinopis konplong Logunov, 2018

Asianopis konplong est une espèce d'araignées aranéomorphes de la famille des Deinopidae.

## Distribution
Cette espèce est endémique de la province de Kon Tum au Viêt Nam,.

## Description
La carapace du mâle holotype mesure 5,20 mm de long sur 3,60 mm et l'abdomen 10,00 mm de long sur 2,10 mm

## Étymologie
Son nom d'espèce lui a été donné en référence au lieu de sa découverte, Kon Plông.

## Publication originale
- Logunov, 2018 : A new ogre-faced spider species of the genus Deinopis MacLeay, 1839 from Vietnam (Aranei: Deinopidae). Arthropoda Selecta vol. 27, no 2, p. 139-142 (texte intégral).